# 長野站

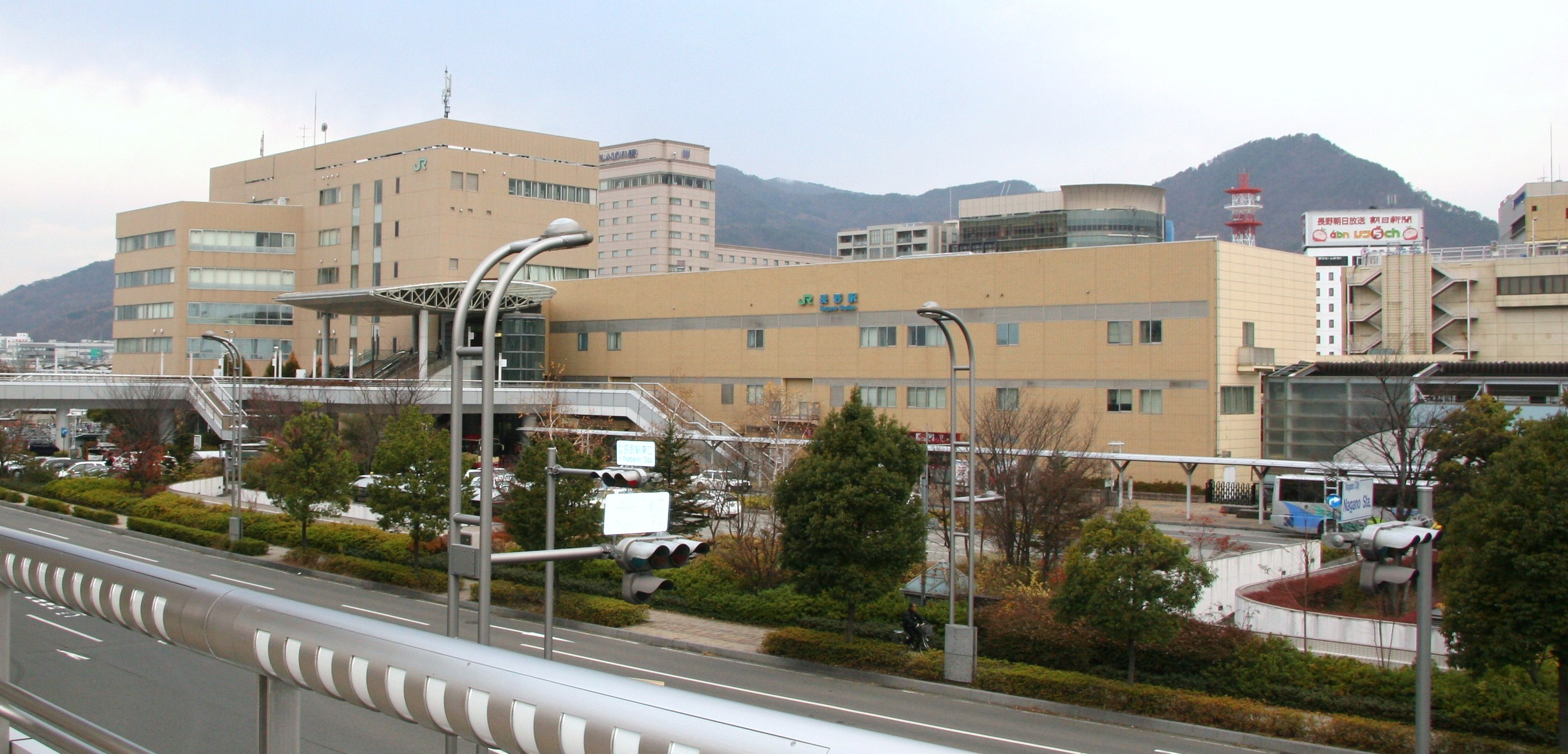
長野站東口

長野站（日语：〔〕／ Nagano eki */?）是一位於日本長野縣長野市大字栗田，由東日本旅客鐵道（JR東日本）、日本貨物鐵道（JR貨物）、信濃鐵道與長野電鐵所共用的鐵路車站，也是北陸新幹線的重要車站。

## 車站構造

### JR東日本·信濃鐵道

#### 月台配置
| 月台                                    | 路線        | 方向 | 目的地                     | 備註                 |
| --------------------------------------- | ----------- | ---- | -------------------------- | -------------------- |
| 在來線月台（上行列車全部途經■信越本線） |             |      |                            |                      |
| 2、3、5、6、7                           | ■篠之井線   | 上行 | 篠之井、松本方向           |                      |
| 2、3、5、6、7                           | ■信濃鐵道線 | 上行 | 小諸、輕井澤方向           |                      |
| 2、5、7                                 | ■北信濃線   | 下行 | 豐野、妙高高原方向         |                      |
| 4                                       | ■飯山線     | 下行 | 戶狩野澤溫泉、越後川口方向 |                      |
| 新幹線月台                              |             |      |                            |                      |
| 11・12                                  | 北陸新幹線  | 下行 | 富山、金澤方向             |                      |
| 11・12                                  | 北陸新幹線  | 上行 | 高崎、大宮、東京方向       | 此站始發的一部分列車 |
| 13、14                                  | 北陸新幹線  | 上行 | 高崎、大宮、東京方向       |                      |

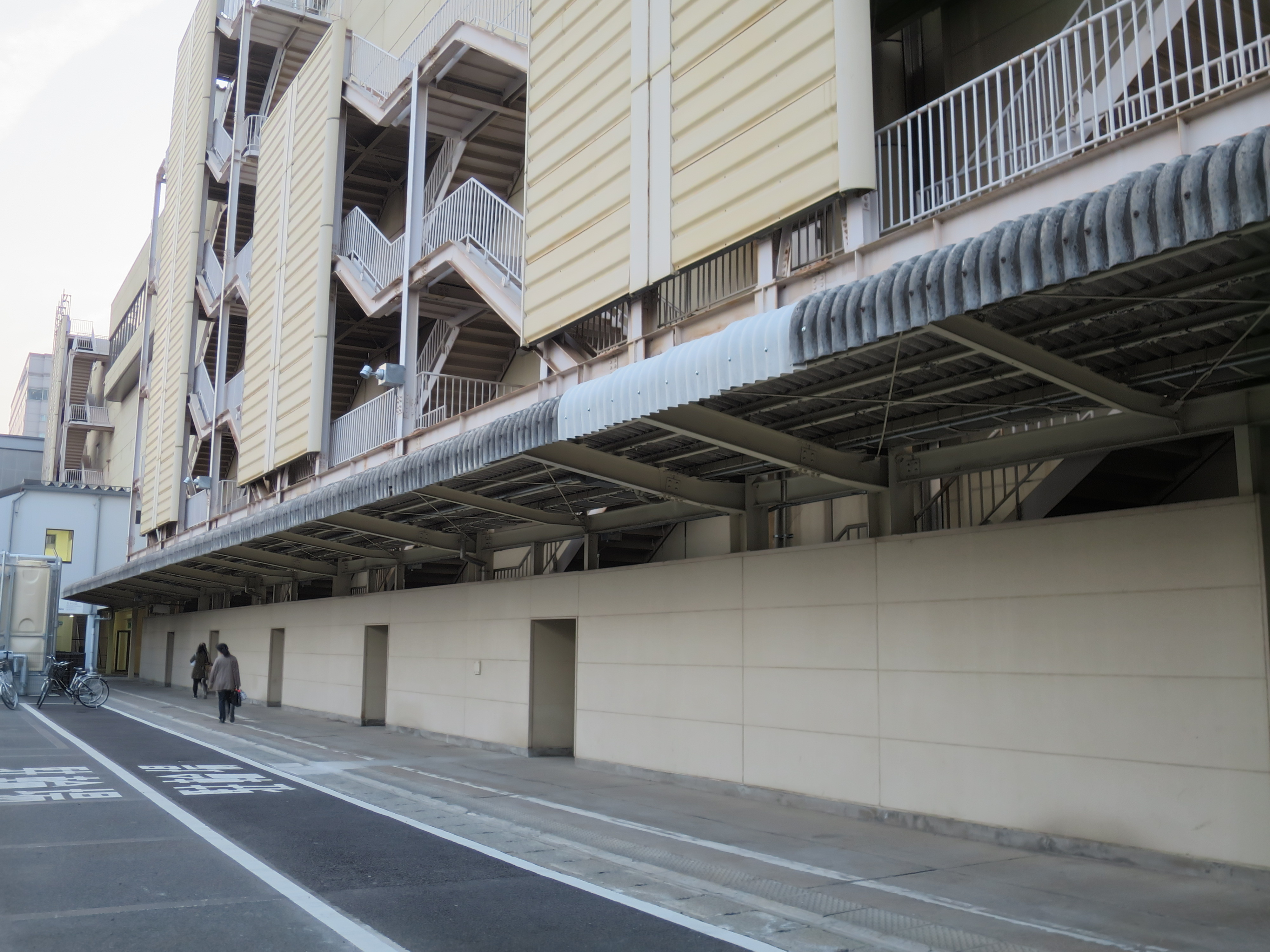
舊在來線1號月台（2016年4月）
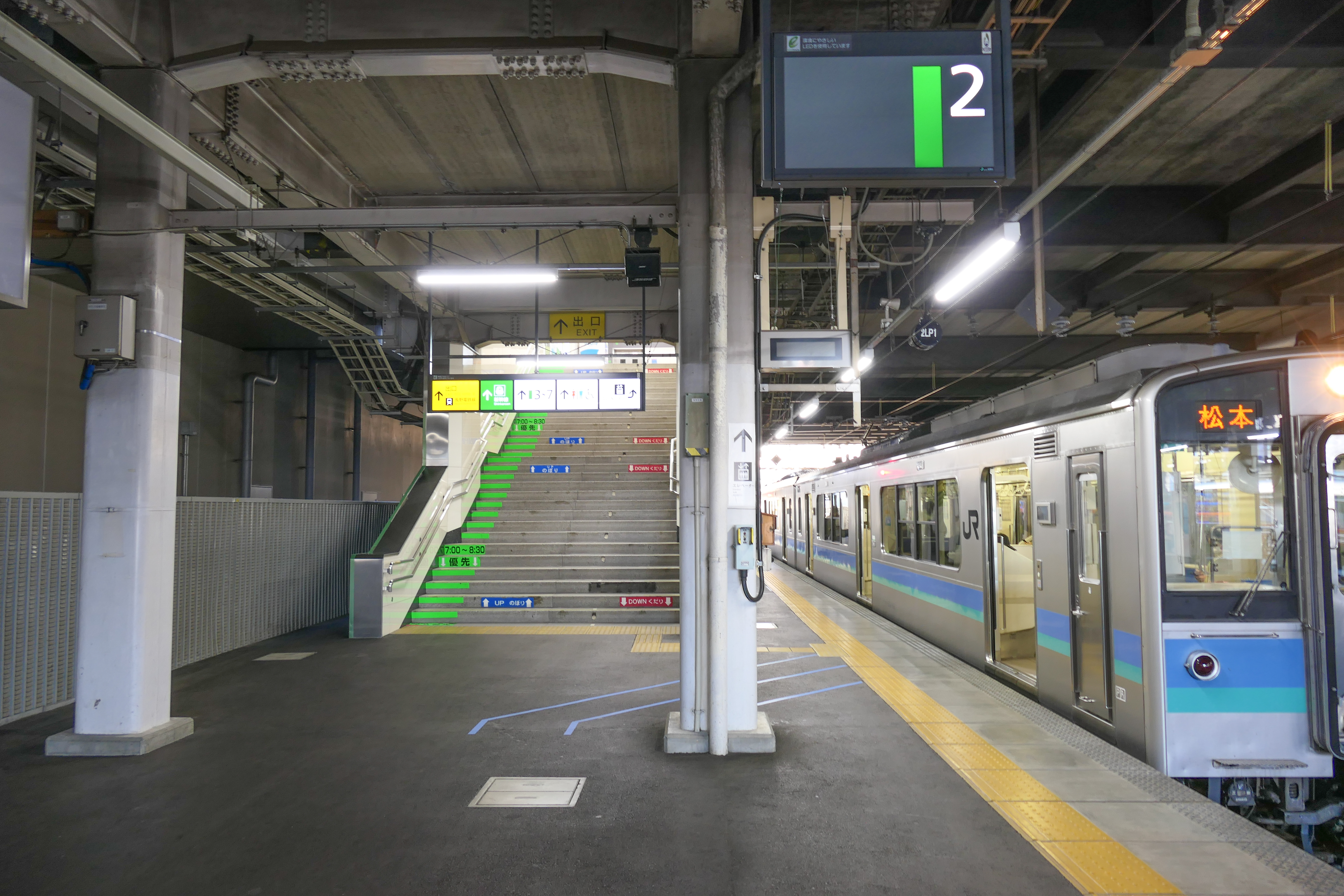
在來線2號月台（2021年10月）
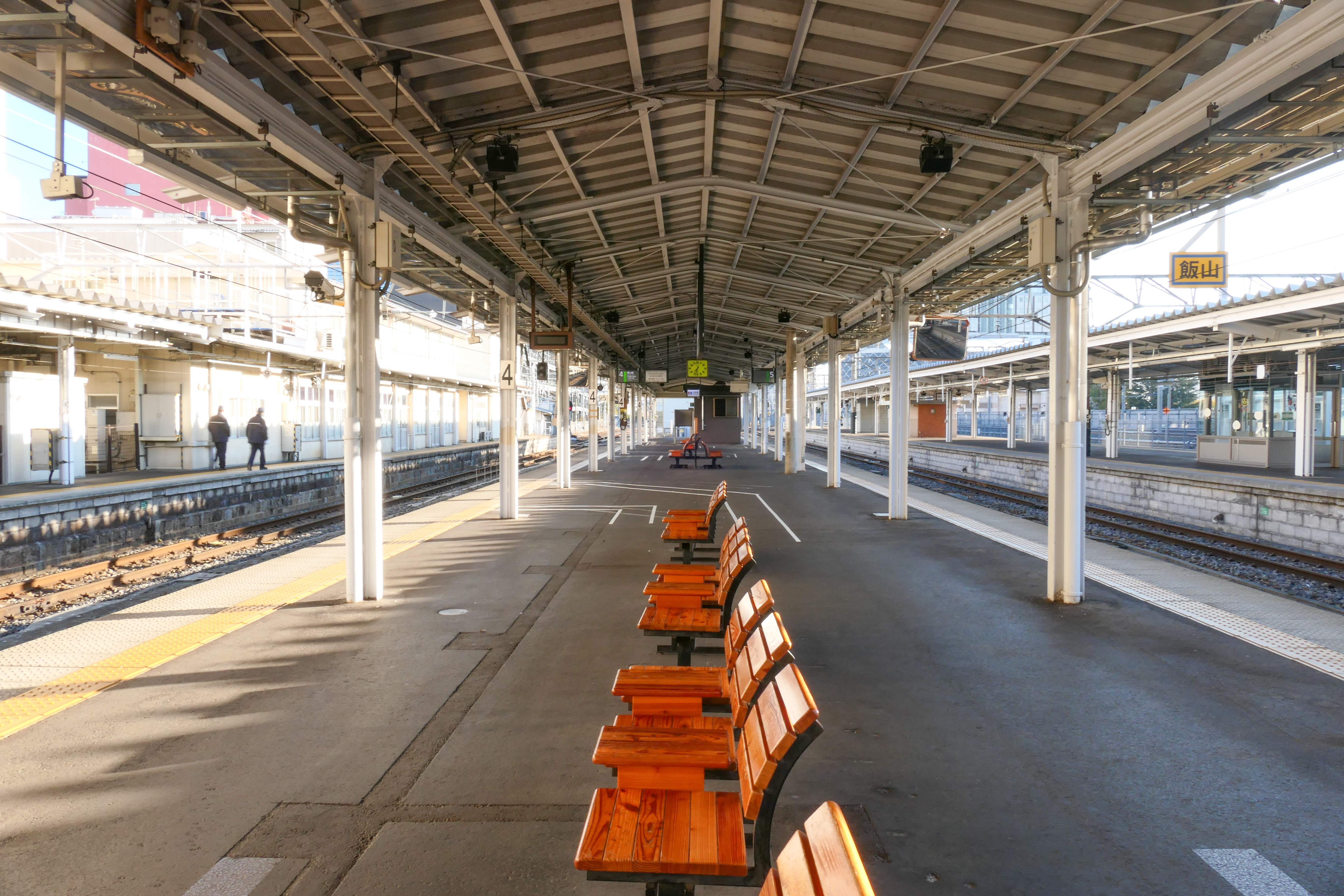
在來線4・5號月台（2021年10月）
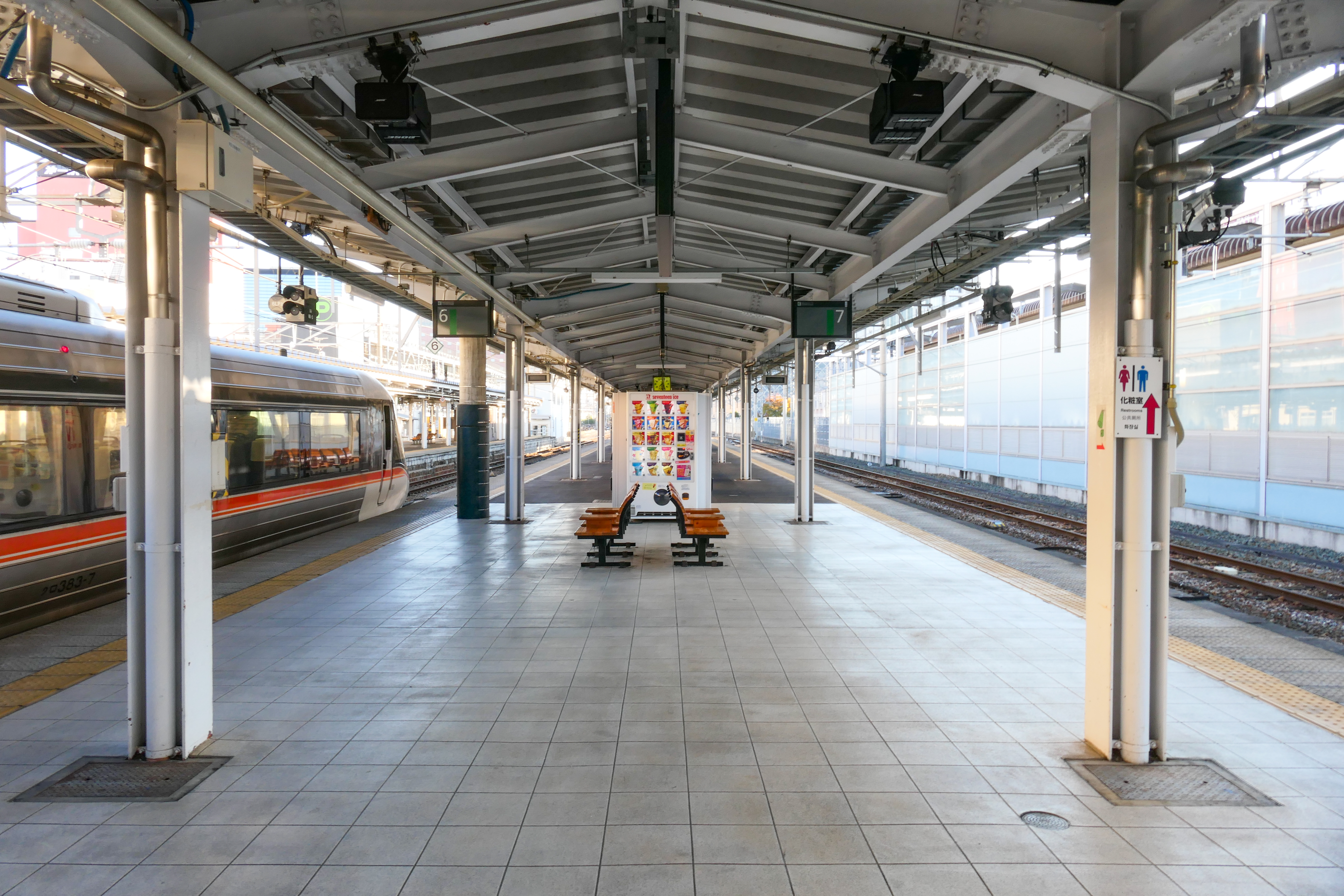
在來線6・7號月台（2021年10月）
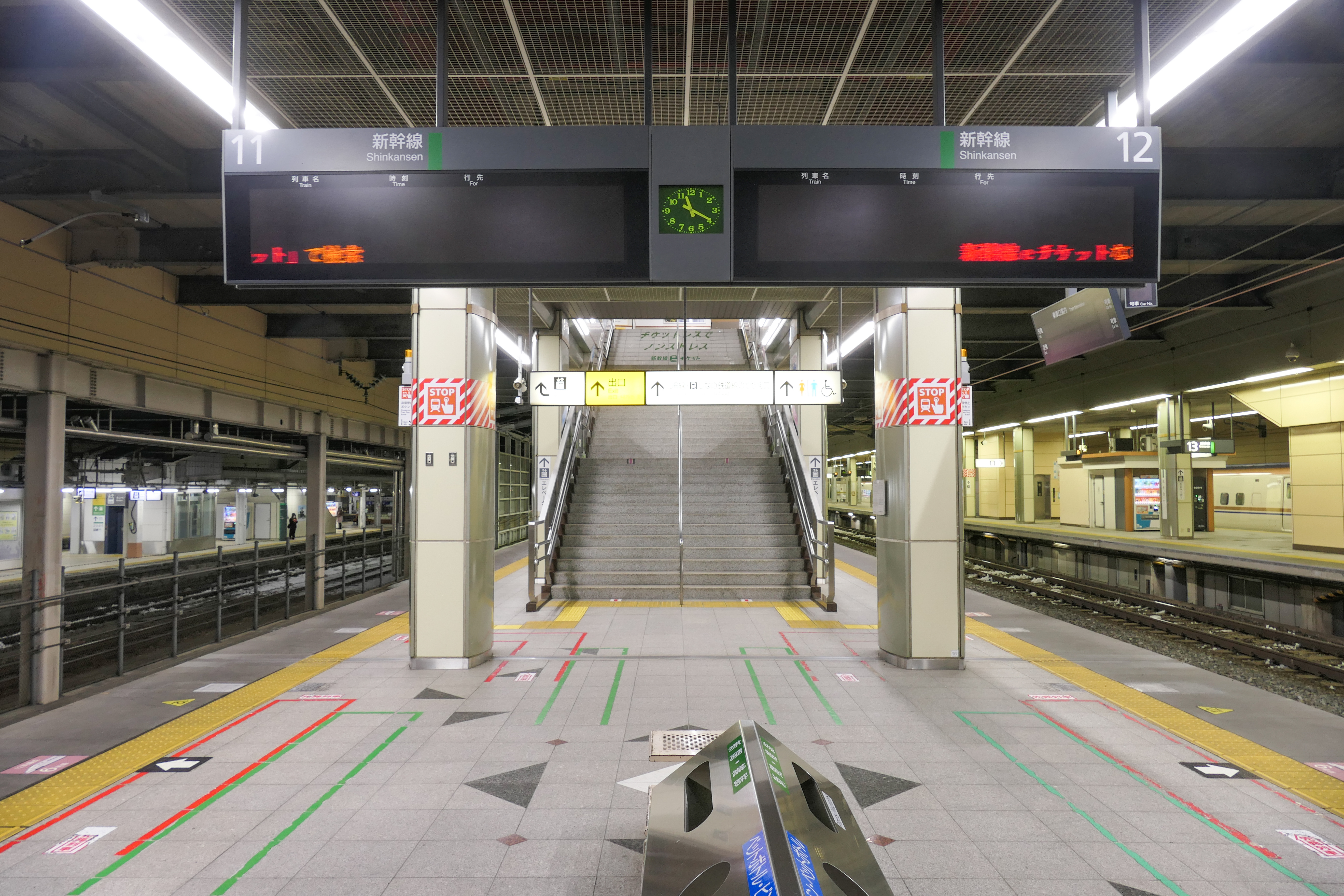
新幹線11・12號月台（2022年2月）
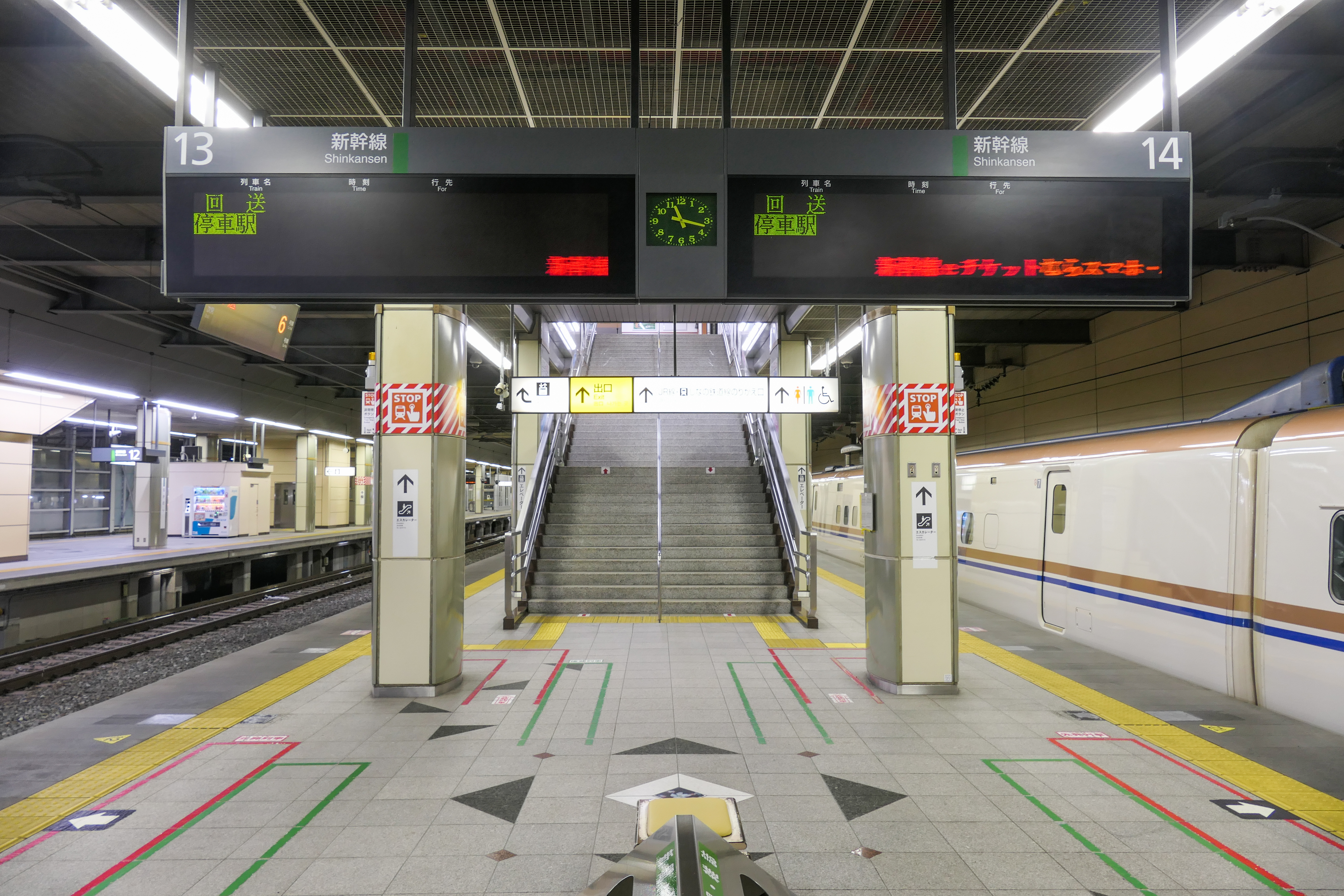
新幹線13・14號月台（2022年2月）

### 長野電鐵
港灣式月台2面3線的地底車站。

#### 月台配置
| 月台 | 路線    | 目的地                     | 備註         |
| ---- | ------- | -------------------------- | ------------ |
| 1    | ■長野線 | 須坂、信州中野、湯田中方向 | 主要各站停車 |
| 2    | ■長野線 | 須坂、信州中野、湯田中方向 | 主要為特急   |
| 3    | ■長野線 | 須坂、信州中野、湯田中方向 | 各站停車     |

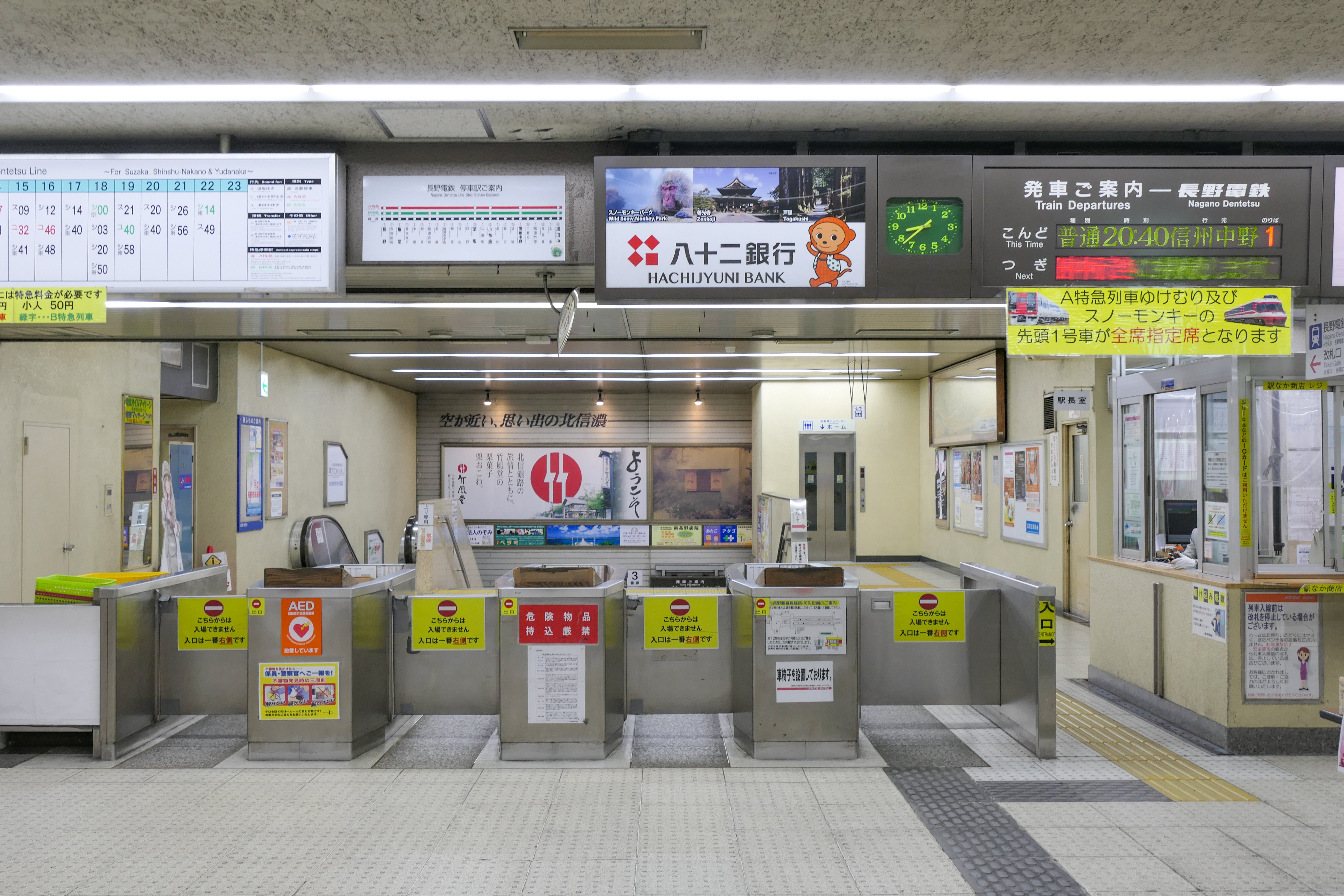
檢票口（2021年10月）
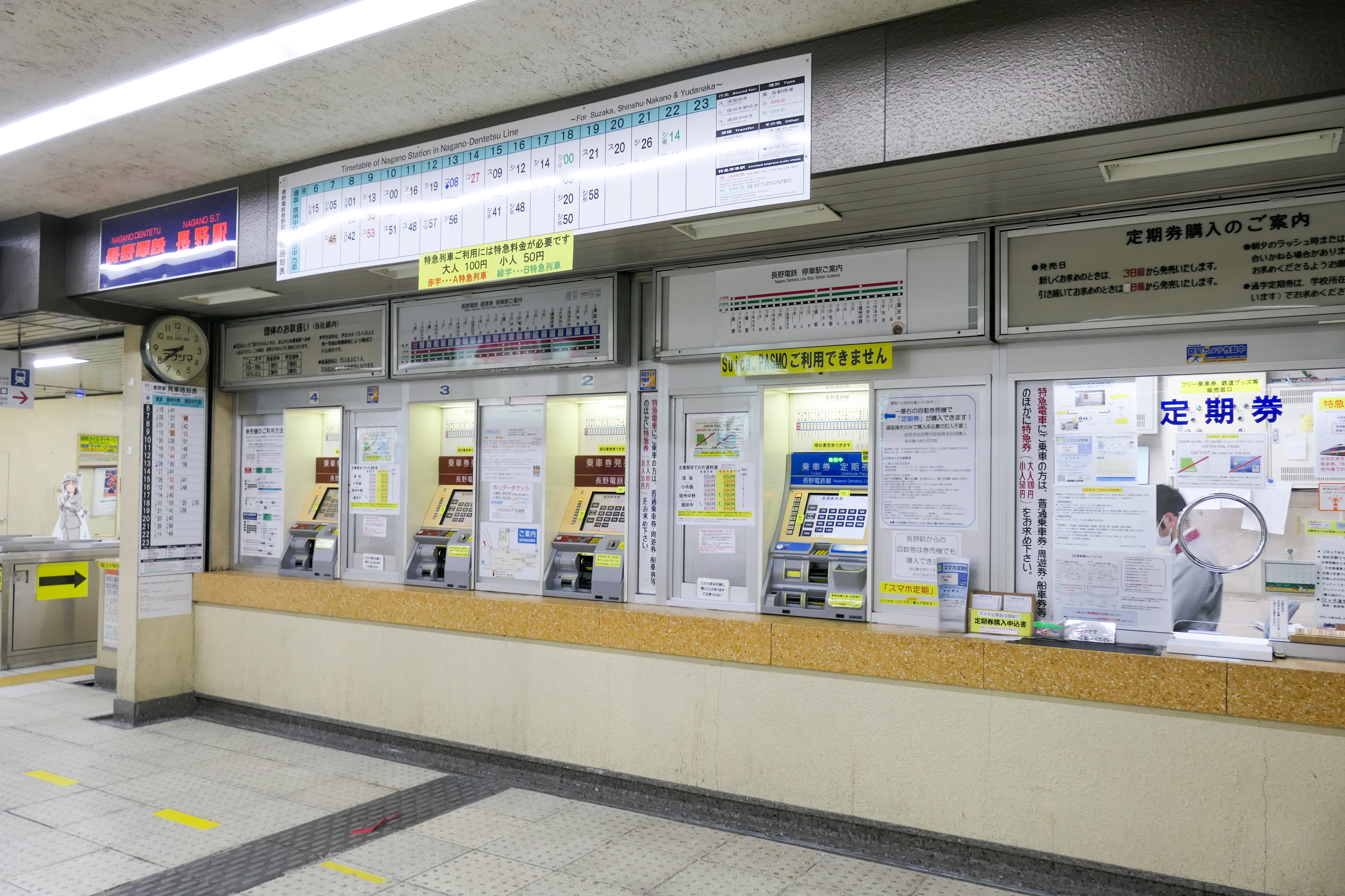
售票機及窗口（2021年10月）
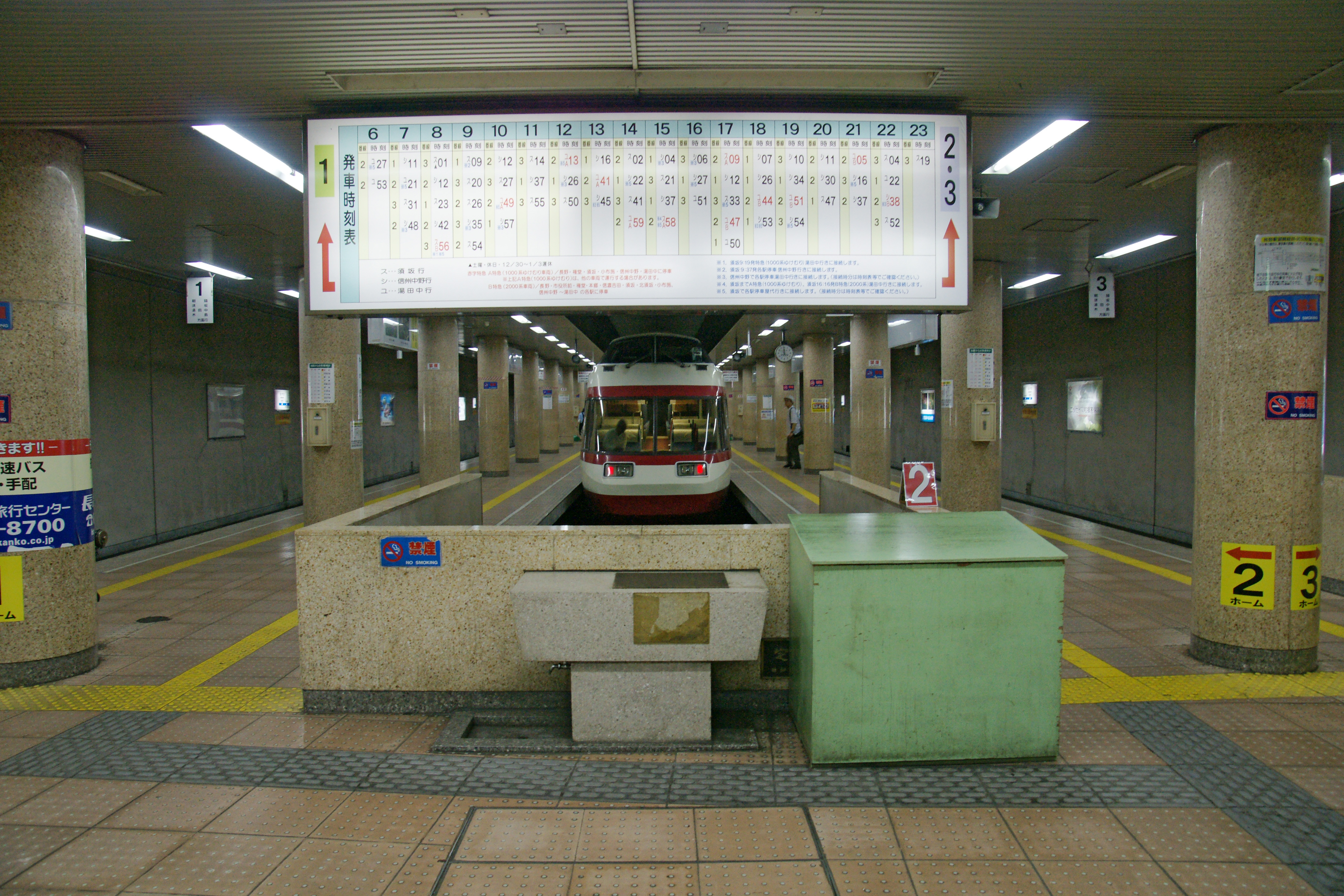
地下月台（2009年7月）

## 使用狀況
JR東日本（1日平均乘車人數）
- 2005年度 - 21,894人
- 2006年度 - 21,662人

## 相鄰車站
※新幹線「光輝」「白鷹」「淺間」，特急「信濃」，收費快速列車（篠之井線快速「早安Liner」、臨時快速「Resort View故鄉」）的停車站參見各列車記事。
東日本旅客鐵道（JR東日本）
北陸新幹線（途經長野）
- 新幹線「淺間」始發終到站、新幹線「光輝」、「白鷹」停車站

上田－長野－飯山（部分列車通過上田、飯山）
■信越本線（所有直通■篠之井線、■中央本線、 飯田線、■信濃鐵道線）
- 特急「信濃」到發站，快速「早安Liner」、臨時快速「Resort View故鄉」終到站

□快速「信濃日出」「信濃日落」
上田－長野
□快速（沒有愛稱的列車）
篠之井－川中島（下行部分列車通過）－長野
■普通（包括「水篶」）
安茂里－長野
信濃鐵道
■北信濃線（包括直通■JR飯山線）
長野－北長野
 長野電鐵
■長野線
■A特急
長野（N-1）－權堂（N-3）
■B特急、■普通
長野（N-1）－市役所前（N-2）

## 外部連結
- JR東日本 長野站 （页面存档备份，存于）
- JR東日本 長野分社 長野站 （页面存档备份，存于）

36°38′35″N 138°11′21″E / 36.64306°N 138.18917°E